# 李國鼎
李國鼎（1910年1月28日—2001年5月31日），中华民国政治家、經濟學家，江蘇江寧（今南京市）人，祖籍安徽婺源（今屬江西省），國立中央大學物理學學士。被譽為「台灣經濟奇蹟的重要推手」、「臺灣的科技教父」等，曾任中華民國經濟部及財政部部長，在任時推動許多經濟建設，1982年推動修正《科學技術發展方案》，選擇了能源、自動化、材料、資訊、生物科技、光電、食品科技及肝炎防治等八項為重點科技項目。1948年後定居於台北，其台北故居已規劃成為李國鼎故居，供世人懷念其對國家的貢獻。

## 生平年表

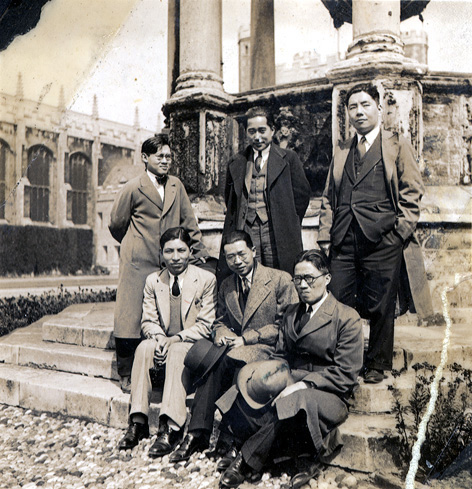
李國鼎（坐者左一）與同為中英庚款第二批公費生的唐培經、伍啟元、周鴻經等在劍橋大學三一学院巨庭合影。

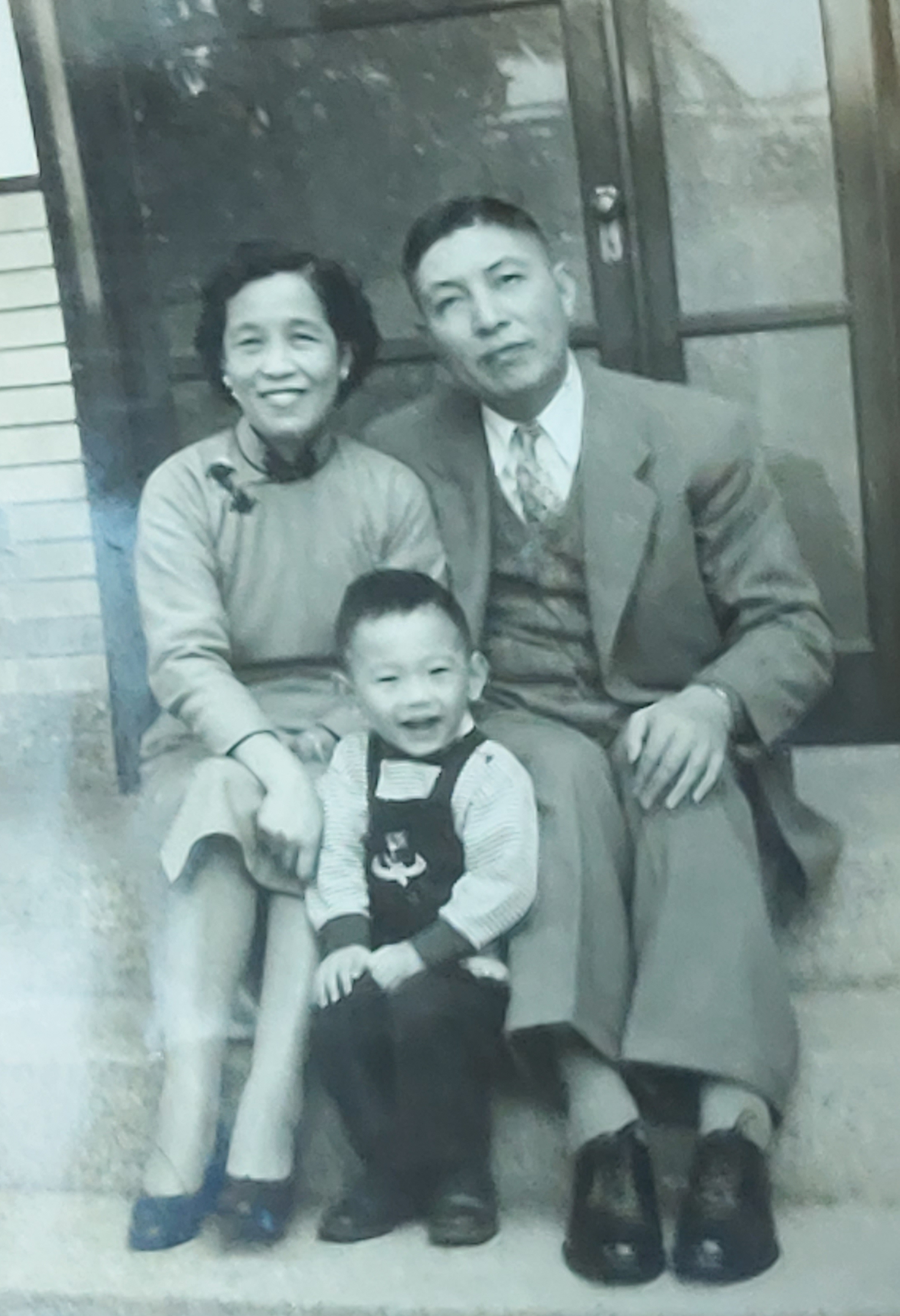
李國鼎與妻子宋競雄、獨子李永昌的合影，現陳列於李國鼎故居。

- 1910年1月28日：生於江蘇江寧（今南京市），上有二兄二姊。
- 1916年：開始在伯父所開設的私塾唸書。由於天資聰穎，九歲便讀畢四書和左傳。
- 1921年1月：就讀于南京高等师范学校附属学校。
- 1923年：入讀南京市鍾英中學。
- 1926年：數學天賦很好的李國鼎，以16歲的年紀就考入國立東南大學（後更名国立中央大学）數學系，後因興趣不符改轉入物理系。
- 1930年：以20歲的年紀畢業於国立中央大学物理系。畢業後先後任教于鍾南中學和金陵女子大學。
- 1934年：赴英國劍橋大學學習物理，並進入他嚮往的劍橋大學卡文迪許實驗室(Cavendish Laboratory)，跟隨教授歐尼斯特·拉塞福研究低溫超導。
- 1937年：中國抗日戰爭爆發，當時已得到博士學位獎學金的李國鼎決定放棄學位返國，為國效力。曾任國立武漢大學物理系教授、中央研究院天文研究所技正，並參加防空照測部隊及戰時鋼鐵改良、生產工作。
- 1937年12月：在漢口與宋競雄結婚，並育有一子李永昌。
- 1941年9月21日：因愛好天文学，李國鼎曾與張鈺哲等8人赴甘肅临洮參加日全食觀測，同年在昆明參加凤凰山天文台的工作。
- 1948年：受派到臺灣，先後曾任台灣造船公司總經理、美援會秘書長、經濟部長、財政部長、總統府資政等。
- 2001年5月31日：逝世於台北市，享耆壽91歲，遺體歸葬於故鄉南京普覺寺之墓園。

## 事略

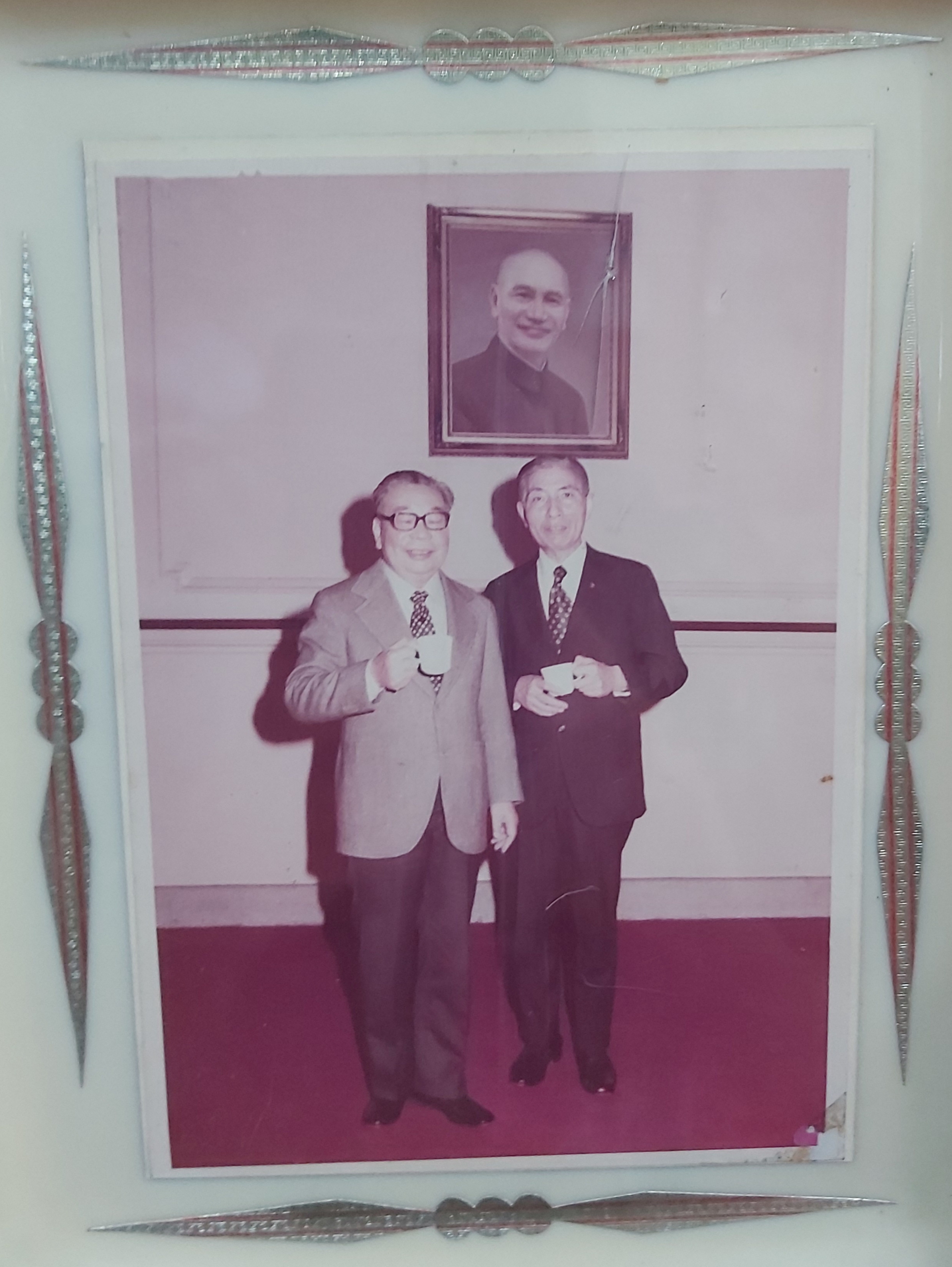
蔣經國與李國鼎

- 1975年12月在財政部長任內因心肌梗塞症住院診療，1976年內閣改組時，改任行政院政務委員[3]。

## 功勳
從早期草擬“獎勵投資條例”、推動加工出口區，到後來協助策劃科技發展方案、創設科學園區、促進國際合作等，推動台灣從農業社會轉為資本化社會，帶領台灣邁向現代化，帶動科技發展，並結合民間力量推動台灣第一間癌症專科醫院和信治癌中心醫院。李國鼎是「台灣經濟發展奇蹟」、科技產業發展的重要推手，有台灣「科技教父」之稱。

## 思想
李國鼎為物理系畢業，因此凡事具有學習物理時應有的追根究底的精神，此一思想也為他日後的政治生涯獲得了許多豐功偉業。

### 經濟思想
李國鼎認爲，自由經濟有三個特徵：財產私有、企業公有、維護市場價格機能。李國鼎主張“計畫式的自由經濟”，經濟成長、安定、正義、自由之間常常存在衝突，需要依據不同的經濟發展階段和情勢，平衡求富與平均。對於財政工作，李國鼎主張“成長與穩定平衡發展，正義與自由平衡發展”。

#### 科技研發
李國鼎指出，「科技發展是經濟發展的原動力」，「企業是經濟發展的主體」，「依靠企業界科技發展以提升整體技術水準，企業界本身除了可引進外國技術，更必須努力投入研究發展活動」。

#### 人才與教育
李國鼎指出，「科技的創新，當然要靠人才，而人才的產生必須來自教育」，「尋求科技發展根本解決之道，在於教育制度的改善」，「倘若我們仍依循過去不具彈性的教育系統，將很難培育出有創意的青年人，而一個未曾有的科技新時代，我們實需大刀闊斧地修正原教育制度」。

#### 企業家與生產要素
傳統的經濟學，以勞力、土地和資本為生產的三要素。李國鼎提出第四要素 - 企業家。「大規模企業組織已取得現代生產方式的主導地位，企業家不僅是大規模企業生產經營活動的組織者，且為企業的靈魂。」（見「李國鼎論企業家和企業精神」）

### 倫理：第六倫
中國傳統有五倫：「父子有親、君臣有義、夫婦有別、長幼有序、朋友有信」（《孟子·滕文公上》），是君臣、父子、兄弟、夫婦、朋友關係的經典規範。李氏在儒家五倫的基礎上，于民國七十年因應現代社會提出第六倫：群己關係。以六倫為現代社會人倫關係之準則。
李國鼎提出群己觀念，倡導社會進行心靈改革，重建工業化之後人類精神文明的價值理念。
「群己關係」的主要内涵：
李國鼎先生提倡的第六倫，就是人與陌生人的關係，人與自然的關係，人與團體的關係，在現代社會裏需要建立的關係。如果說“五倫”是小愛，“第六倫”則是大愛（高希均 語）

## 以其名命名之建築
國立聯合大學
- 國鼎圖書館(位於八甲校區)
- 舊國鼎圖書館(現為女生宿舍)

國立中央大學
- 國鼎圖書館
- 國鼎光電大樓

## 膺獲榮譽
- 韓國成均館大學榮譽經濟博士(1978)
- 國立中央大學榮譽科學博士(1983)
- 美國馬利蘭大學榮譽科學博士(1989)
- 國立交通大學榮譽工學博士(1989)
- 中原大學榮譽哲學博士(1990)
- 美國波士頓大學榮譽法律博士(1990)
- 香港中文大學榮譽法學博士(1991)
- 國立成功大學榮譽管理博士(1995)
- 靜宜大學榮譽科學博士(1995)
- 美國紐約州立大學石溪分校人文學博士(1996)
- 英國劍橋大學伊曼紐學院榮譽院士(1991)、國際管理學院院士(1991)
- 美國哈佛大學設立李國鼎講座(1990-1993)
- 台灣企業界設立李國鼎先生科學技術發展基金(1991)
- 中國技術服務社設立李國鼎╱金開英講座(1991)
- 菲律賓亞洲管理學院設立李國鼎國際管理講座(1991)
- 美國哈佛大學設立「李國鼎先生經濟社會衛生發展中心」及講座（自1993起永久設立）
- 美國史丹福大學設立「李國鼎經濟發展講座」、「李國鼎生物醫學講座」、「李國鼎工程講座」（自1993起永久設立）
- 美國亞利桑那州榮譽公民證書(1987)
- 美國德州榮譽公民證書(1990)
- 小行星239611(2011)

## 獎勵
- 麥格賽賽政府服務獎[永久]得獎人簡介
- 南非共和國大十字好望勳章 （页面存档备份，存于）(1968)
- 美國米契爾夫婦國際生物科技獎 （页面存档备份，存于）(1980)
- 美國約翰霍普金斯大學校長獎(1990)
- 中華民國政府一等景星勳章 （页面存档备份，存于）(1989)
- 美國天主教大學校長獎(1995)
- 西班牙國政府勳章(1965)
- 越南共和國政府勳章(1965)
- 馬拉威共和國政府勳章(1967)
- 加彭共和國政府勳章(1969)

## 軼聞
- 在1980、90年代的台湾，有國民黨党内「八大老」之说。指黃少谷、謝東閔、倪文亞、李國鼎、蔣彥士、袁守謙、辜振甫等「七大老」，後加上陳立夫，共為「八大老」。[4]總統府方面利用不同方法勸林洋港退選，包括請出國民黨內「八大老」勸退[5]。劝退滕杰所推荐的司法院長林洋港與蔣緯國參加該任正副總統選舉之举动。

- 李國鼎先生曾在管理學會年會上對聽眾說：「如果你們這些一流的人都不到政府裡來，來的都是二、三流的人，未來國家是由二、三流的人制訂政策，領導一流的人，到時你們就知道痛苦了！」[6]

## 爭議

### 吳振瑞指控其涉嫌製造高雄青果社舞弊案
據前高雄旗山青果合作社理事主席吳振瑞回憶，1966年下半年的某一天，其奉時任經濟部長李國鼎召見而到農復會，該會的會議廳來了一位美國人，說是美國律頓公司派來的人員，此人帶來一個紙箱放在桌上，說是要幫助台灣香蕉的一貫作業，但並未說明有何具體的方法，接著便放了一段電影給吳振瑞看，吳振瑞看出那是中南美集中農場的作業景況，其中農場中心的包裝場的包裝即是用紙箱；吳振瑞走近觀察放在桌上的紙箱，認為該紙箱的紙質有問題，且中間以一塊紙皮一隔為二，形體上亦不適合裝香蕉，吳振瑞認為律頓的構想不適合臺灣，所以未依李國鼎的提議購買律頓的紙箱。兩年後發生高雄青果社舞弊案，吳振瑞遭逮捕入獄，外界對事件起因有多種猜測，一種說法認為就是吳振瑞擋到李國鼎的利益，才會遭到清算。

## 著書

### 書籍
- 「台灣動態經濟成長之經驗」（英文）（1976年，台北）
- 「中華民國台灣經濟之變革」（英文）（1988年，倫敦）
- 「台灣發展成功背後的政策演進」（英文）（1988年，第一版，美國）；第二版增加四章（1995年，新加坡）
- 「台灣快速發展之經驗」（中文）（1978年，台北）/「臺灣經濟快速成長的經驗」　李國鼎（正中書局  1978）
- 「我國經濟發展策略總論」（中文）（與陳木在君合著）（1987年，台北）
- 「工作與信仰─台灣經濟社會發展的見證」（中文） 李國鼎（天下文化出版 1987）
- 「經驗與信仰」 （中文）李國鼎（天下文化出版 1991）
- 「我的臺灣經驗」　（中文）李國鼎（天下文化出版 2001）

### 中文論著綱目
- 經濟發展政策策略與方向五十六篇 （页面存档备份，存于）
- 經濟建設計劃與十實施四十一篇 （页面存档备份，存于）
- 經濟發展六十八篇 （页面存档备份，存于）
- 財政經融政策與執行九十四篇 （页面存档备份，存于）
- 賦稅政策與賦稅改革六十四篇 （页面存档备份，存于）
- 工業與礦業發展一O六篇 （页面存档备份，存于）
- 農業發展二十二篇 （页面存档备份，存于）
- 投資二十二篇 （页面存档备份，存于）
- 商業與國際貿易二十六篇 （页面存档备份，存于）
- 企業經營與管理四十八篇 （页面存档备份，存于）
- 科技發展六十七篇 （页面存档备份，存于）
- 資訊工業發展二十四篇 （页面存档备份，存于）
- 人力資源人口問題人力發展五十一篇 （页面存档备份，存于）
- 社會發展三十六篇 （页面存档备份，存于）
- 交通五篇 （页面存档备份，存于）
- 美援運用十九篇 （页面存档备份，存于）
- 國際合作與國際會議十九篇 （页面存档备份，存于）
- 出國考察與國際研究四十二篇 （页面存档备份，存于）
- 大陸問題研究五篇 （页面存档备份，存于）
- 其他十六篇 （页面存档备份，存于）
- 有關科技研究十五篇
- 紀念文字十三篇

### 英文論著綱目
- 經濟發展十五篇 (Economic Development)
- 公共行政二十篇 (Public Finance)
- 工業發展三十九篇 (Industrial Development)
- 農業發展三十九篇(Agriculture Development)
- 科技十八篇 (Science And Technology)
- 社會十八篇(Social Development)
- 投資與貿易十九篇 (Investment And Trade)
- 企業管理六篇 (Business Management)
- 國際經濟合作三十四篇(International Economic Cooperation)
- 國際經濟問題研究十九篇(Research On International Economic)
- 其他九篇(Miscellaneous)

## 延伸閱讀
- 「李國鼎先生之學養、貢獻、論著、德行」 孫麗水（天下文化出版 1991）
- 「李國鼎先生口述歷史：話說台灣經驗」 康綠島（卓越文化出版 1993）
- 「國鼎叢書」（中文）（1993年起就李國鼎多年來發表之文章或演講，由編纂委員會加以整理分類編纂，陸續在南京出版）；現已於一九九七年全部完成出版，計共有十四個分冊。
- 「李國鼎文集」（中文）-「國鼎叢書」在南京出版後，在台灣舊日同仁友好們認為這些文章中，可以窺見我國各期間工業、經濟與科技具體規劃與進行情形，確屬珍貴的歷史資料，乃改以繁體字本出版，命名為「李國鼎文集」，仍分十四個分冊，以便國內續者研究參考，文集共收納文章約七百篇，共約五百萬言。

## 外部連結
- 李國鼎推稅改、籌經費　奠台灣科技基礎--中天夢想驛站2014-05-10 （页面存档备份，存于）
- 李國鼎--臺灣現代化之路（中央研究院） （页面存档备份，存于）
- 李國鼎| 中研院近史所檔案館 （页面存档备份，存于）
- “科教之父”李國鼎先生紀念網站（財團法人資訊工業策進會）
- 永遠的科技教父——行政院長 劉兆玄追思李國鼎資政
- 前行政院長郝柏村懷念李國鼎先生
- Harvard K.T. Li Lecture Series （页面存档备份，存于）
- 新發現小行星 中大命名為「李國鼎」[永久]

| 中華民國政府職務 | 中華民國政府職務                                | 中華民國政府職務 |
| ---------------- | ----------------------------------------------- | ---------------- |
| 行政院           |                                                 |                  |
| 前任： 楊繼曾    | 經濟部部長 第十一任 1965年1月25日－1969年7月4日 | 繼任： 陶聲洋    |
| 前任： 俞國華    | 財政部部長 第十一任 1969年7月4日－1976年6月11日 | 繼任： 費 驊     |